# Lochgilphead
Lochgilphead es la localidad-capital del concejo de Argyll y Bute, en Escocia (Reino Unido), con una población estimada a mediados de 2016 de 2300 habitantes.
Se encuentra ubicada al oeste de Escocia, cerca de la costa del océano Atlántico y al norte de Glasgow.